# Taenioides gracilis
Taenioides gracilis és una espècie de peix de la família dels gòbids i de l'ordre dels perciformes.

## Morfologia
- Els mascles poden assolir 30 cm de longitud total.
- Nombre de vèrtebres: 29.[4][5]

## Alimentació
Menja petits crustacis i peixos.

## Hàbitat
És un peix de clima tropical i demersal.

## Distribució geogràfica
Es troba a Madagascar i des de l'Índia fins a les Filipines.

## Ús comercial
Es comercialitza fresc.

## Observacions
És inofensiu per als humans.